# Dicrotendipes orientalis
Dicrotendipes orientalis är en tvåvingeart som beskrevs av Oksana V. Zorina 2006. Dicrotendipes orientalis ingår i släktet Dicrotendipes och familjen fjädermyggor. Inga underarter finns listade i Catalogue of Life.